# Ischyromene rubida
Ischyromene rubida är en kräftdjursart som först beskrevs av Baker1926.  Ischyromene rubida ingår i släktet Ischyromene och familjen klotkräftor. Inga underarter finns listade i Catalogue of Life.